# Европейски път E06
E06 е името на основния автомобилен път, преминаващ от южния край на Швеция от Трелебори по западното крайбрежие на страната, и после през Норвегия на север до Хиркенес до границата с Русия във фюлк Финмарк. Дължината на пътя е 3050 km.
Този път е наречен Е06 по старата „Е“ система до 1985 г. и преди това е продължилавал до Рим. По-късно той получава името Е47 по новата система, в по-голямата си скандинавска част (от Хелсингбори до Олдерфьорд), а името Е06 остава само за северната част с дължина 460 km (от Олдерфьорд до Финмарк). След политически преговори, цялата скандинавска част от трасето е преименувана на Е06.
От юг на север пътят Е06 минава по следния маршрут: Трелебори, Малмьо, Хелсингбори, Халмстад, Гьотеборг и Свинесунд в Швеция, след това пресича границата с Норвегия и преминава през Сарпсборг, Мос, Осло, Хамар, Лилехамер, Довре, Опдал, Мелхус, Тронхайм, Схьордал, Стайнхер, Гронг, Мушьоен, Му и Рана, Салтдал, Фауске, след това отива до Хамарей по фериботен маршрут от Богнес в Скарбергет, после през община Нарвик, Сетермоен, Нуркьосботн, Шиботн, Алта, Олдерфьорд, Лакселв, Карашьок, Несебю и Киркенес, където и завършва източно от центъра на града.
Трасето на Е6 в Швеция се състои от две ленти във всяка посока от кръгово кръстовище Maglarpsrondellen, 7км от Trelleborg, до Svinesund, на граница към Норвегия. На голям част от Е6 липсват аварийни ленти и разделянето между двете посоки на движение често е много тясно, така че трасето не отговарят на стандартите за магистрали, на север от Uddevalla и на юг от Malmö. В кратки части покрай Göteborg Е6 има три ленти във всяка посока. 
Трасето на Е6 в Норвегия се състои от две ленти във всяка посока от мост на  Svinesund, на граница към Швеция до Ulvensplitten, магистрален възел с само една лента, при Vallhall Arena в Оslo. След малко прекъсване Е6 има три ленти във всяка посока от Ulvensplitten до магистрален възел Robsrudkrysset, след като E6 продължава отново с три ленти във всяка посока от Оslo-Karihaugen до мост на река Nitelva, при Hvam. Магистрала E6 се състои от две ленти във всяка посока от Hvam до Moelv. Участък на Е6 между Moelv и Lillehammer се състои от една лента във всяка посока, с разделяне между двете посоки, така че няма никакъв възможност за изпреварване. Участък на Е6 между Lillehammer и Øyer има една лента във всяка посока, но има проект за две ленти във всяка посока, с предвид да бъде готов в 2026-а г. E6 покрай Trondheim се състои от две ленти във всяка посока от Kvål до Ranheim, но и там има проекти за строеж на тунели. По някои части на пътя в север на Норвегия пътят е доста тесен, с ширина най-малко от 6 метър. 
През зимата, при влошаване на метеорологичните условия, пътят може да бъде временно затворен. На много места в Норвегия Е6 има висок риск от свлачище с големи каменни, особено след много дъжд.  При Stenungsund, в Швеция, част по един километър на магистрала Е6 трябваше да се строя отново, заради свлачище от бърза глина, в септември 2023-а г.  В юни 2022-а г. Е6 беше затворен за цяла седмица, заради срутен мост по река Kvænangen, при Badderen, в северна Норвегия.  Единственото отклонение минаваше през Финландия и беше с дължина на около 700 километри, от един до друг бряг на река. 
Маршрутът на E6 в Норвегия винаги е бил смятан за класически маршрут за туристи, шофиращи от Оslo до Nordkapp (Нуркап), но части от неговия чар бавно са изчезнали, тъй като все повече и повече тунели се изграждат, с целта за да предпазят пътния трафик от сняг и камъни от лавини и свлачища. С целта да осигурява безопасност на движението, по много места Е6 сега мина извън гради и села, по нови трасета, с разделянето между двете посоки, без никакъв възможност за изпреварване на бавни автокемпeри или трактори. Разстоянието на 100 километър по на север от Trondheim лесно може да отнема 2 или 2½ часа карането, заради задръстването в лятото, или лошо време в зимата. 

## Пътни такси в Норвегия
Използването на много пътища в Норвегия е платен.  Има повече от 100 електронни пътни такси по Норвежкия участък от E6 между Svinesund и Narvik. Тази система се основава на предположението, че всеки пътник има кредитна карта и смартфон, за да регистрира превозното си средство на www.Autopass.no, уебсайт, собственост на Норвежката държавната пътна администрация. Няма място нито начин да плаща пътните такси с пари в брой. На много места не е възможно да се избегнат платените участъци на Е6 по малки пътища. Доста много чужденци в Норвегия не разбират как пътища, които дори не са магистрали, могат да бъдат платени.  Други се оплакват, че Норвежката система за пътни такси работи като капан, тъй като размерът на пътните такси в градове като Оslo и Trondheim обикновено зависи от множество фактори, като време на пътуване и категория на емисиите на превозното средство, което прави невъзможно прогнозирането на точна цена за пътуване от Шведската граница при Svinesund до Nordkapp. Съобщава се, че измамници се намесват, като изпращат фалшиви сметки за такси, за да получат информация за кредитна карта.  Увеличаването на пътните такси също беше причина за голям протест в няколко града в Норвегия през 2018-а г. и 2019-а г. Норвежките власти отказват да коментират броя на глобите за неплатени пътни такси, които не могат да съберат.